# Turquoise (1929)
Turquoise (Q146) – francuski podwodny stawiacz min z okresu międzywojennego i II wojny światowej, jedna z sześciu jednostek typu Saphir. Okręt został zwodowany 16 maja 1929 roku w stoczni Arsenal de Toulon w Tulonie, a w skład Marine nationale wszedł 10 września 1930 roku. Jednostka pełniła służbę na Morzu Śródziemnym, a od zawarcia zawieszenia broni między Francją a Niemcami znajdowała się pod kontrolą rządu Vichy. W grudniu 1942 roku okręt został przejęty przez Niemców w Bizercie i przekazany Włochom. W Regia Marina jednostka otrzymała oznaczenie FR 116, lecz do czynnej służby nie weszła. Okręt został samozatopiony w Bizercie 6 maja 1943 roku. Podniesiony, ostatecznie został zezłomowany w sierpniu 1947 roku.

## Projekt i budowa
„Turquoise” zamówiony został w ramach programu rozbudowy floty francuskiej z 1925 roku. Projekt otrzymał sygnaturę Q6 . Okręty otrzymały prosty i bezpieczny system przechowywania min, zwany Normand-Fenaux, w którym miny były przechowywane w szybach umieszczonych w zewnętrznych zbiornikach balastowych, z bezpośrednim mechanizmem zwalniającym. Powiększoną wersją okrętów typu Saphir były zbudowane na zamówienie Polski stawiacze min typu Wilk.
„Turquoise” zbudowany został w Arsenale w Tulonie . Stępkę okrętu położono 20 października 1926 roku , a zwodowany został 16 maja 1929 roku.

## Dane taktyczno–techniczne
„Turquoise” był średniej wielkości podwodnym stawiaczem min o konstrukcji dwukadłubowej. Długość całkowita wynosiła 65,9 metra (64,9 metra między pionami), szerokość 7,2 metra i zanurzenie 4,3 metra. Wyporność normalna w położeniu nawodnym wynosiła 761 ton, a w zanurzeniu 925 ton. Okręt napędzany był na powierzchni przez dwa czterosuwowe silniki wysokoprężne Normand-Vickers o łącznej mocy 1300 KM. Napęd podwodny zapewniały dwa silniki elektryczne o łącznej mocy 1000 KM. Dwuśrubowy układ napędowy pozwalał osiągnąć prędkość 12 węzłów na powierzchni i 9 węzłów w zanurzeniu. Zasięg wynosił 7000 Mm przy prędkości 7,5 węzła w położeniu nawodnym (lub 4000 Mm przy prędkości 12 węzłów) oraz 80 Mm przy prędkości 4 węzłów w zanurzeniu. Zbiorniki paliwa mieściły 95 ton oleju napędowego. Dopuszczalna głębokość zanurzenia wynosiła 80 metrów .
Głównym uzbrojeniem okrętu były 32 miny kotwiczne Sautier-Harlé O-6 o masie 1090 kg każda (w tym 220 kg materiału wybuchowego), które były przechowywane w 16 pionowych szybach umieszczonych w zewnętrznych zbiornikach balastowych, po dwie w szybie (system Normand-Fenaux). Okręt wyposażony był też w pięć wyrzutni torped: dwie stałe kalibru 550 mm na dziobie i jeden potrójny zewnętrzny dwukalibrowy obracalny aparat torpedowy, mieszczący jedną torpedę kalibru 550 mm i dwie kalibru 400 mm, usytuowany na rufie . Łącznie okręt przenosił siedem torped, w tym pięć kalibru 550 mm i dwie kalibru 400 mm . Uzbrojenie artyleryjskie stanowiło umieszczone przed kioskiem działo pokładowe kalibru 75 mm M1928 L/35 oraz zdwojone stanowisko wielkokalibrowych karabinów maszynowych Hotchkiss kalibru 13,2 mm L/76 .
Załoga okrętu składała się z 3 oficerów oraz 39 podoficerów i marynarzy.

## Służba
„Turquoise” wszedł do służby w Marine nationale 10 września 1930 roku . Jednostka otrzymała numer burtowy Q146 . W momencie wybuchu II wojny światowej okręt pełnił służbę na Morzu Śródziemnym, będąc jednostką flagową 20. dywizjonu 6. eskadry 4. Flotylli okrętów podwodnych w Bizercie (w skład którego wchodziły ponadto siostrzane „Nautilus”, „Rubis” i „Saphir”) . Dowódcą okrętu był w tym okresie kpt. mar. R.P. Wacogne .
W czerwcu 1940 roku „Turquoise” nadal był jednostką flagową 20. dywizjonu okrętów podwodnych w Bizercie, a jego dowódcą był kpt. mar. R.P. Wacogne . Po wypowiedzeniu wojny przez Włochy jednostka udała się pod włoskie wybrzeże w celu postawienia zagród minowych . 13 czerwca „Turquoise” postawił 30 min pod Trapani i Marsalą  . 22 czerwca, w dniu zawarcia zawieszenia broni między Francją a Niemcami, okręt przebywał w Bizercie . W wyniku jego postanowień „Turquoise” znalazł się pod kontrolą rządu Vichy i został rozbrojony. Na przełomie 1941 i 1942 roku okręt został wycofany z czynnej służby.
Po lądowaniu aliantów w Afryce Północnej, 8 grudnia 1942 roku okręt został przejęty przez Niemców w Bizercie i przekazany Włochom . W Regia Marina jednostka otrzymała oznaczenie FR 116  . Okręt nie został wyremontowany i nigdy nie wszedł do czynnej służby we włoskiej marynarce . 6 maja 1943 roku, tuż przed zdobyciem Bizerty przez aliantów jednostka została samozatopiona. Okręt został później podniesiony i ostatecznie zezłomowany 12 sierpnia 1947 roku .